# Homer als Frauenheld
Homer als Frauenheld (engl. Originaltitel: Homer’s Night Out) ist die zehnte Folge der ersten Staffel der US-amerikanischen Zeichentrickserie Die Simpsons.

## Handlung
Bart kauft sich in einem Katalog eine „Spionkamera“, die sechs Monate später eintrifft. Mit dieser fotografiert er – oft von seiner Familie ungewollt – viele peinliche Dinge. Eines Tages fahren er, Marge, Lisa und Maggie in ein Restaurant, um etwas Zeit miteinander zu verbringen. Währenddessen befinden sich Homer und seine Kollegen im selben Restaurant einen Raum weiter, um dort den Junggesellenabschied eines Freundes zu feiern. Als Überraschung für diesen erscheint dort die Bauchtänzerin Prinzessin Kaschmir und bittet Homer um einen Tanz. Als sie zusammen fröhlich auf einem Tisch tanzen, entdeckt Bart zufällig den Raum der Veranstaltung und fotografiert Homer und Prinzessin Kaschmir mit seiner Spionkamera.
Tage darauf gibt Bart seinem Freund Milhouse eine Kopie des Fotos, woraufhin es sich in der ganzen Schule verbreitet. Schließlich kommt es auch in der Stadt herum, bis es auch Marge sieht. Am Abend desselben Tages kommt Homer nichts ahnend zu Hause an und wird aufgrund des Fotos wieder weggeschickt. In dieser Nacht übernachtet Homer bei seinem Freund Barney.
Am Tag darauf verlangt Marge von Homer, er solle Bart zur Bauchtänzerin auf dem Foto bringen, damit Bart sie kennenlernt und merkt, dass auch sie Gefühle hat. Zusammen fahren sie zu ihrem Arbeitsplatz und reden mit ihr. Während des Gesprächs beginnt jedoch ihre Show, weshalb sich Homer mitten in dieser befindet. Da ihn der Sänger als Tänzer auf dem populären Foto wiedererkennt, macht Homer begeistert bei der Show mit. Plötzlich aber stoppt er den Auftritt und hält eine Rede, in der er erklärt, man solle Frauen gegenüber respektvoll sein. Zufällig ist auch Marge dort und hört sich seine Rede an, weshalb sie ihm verzeiht.

## Produktion
Die Folge Homer als Frauenheld wurde von Jon Vitti geschrieben, während Rich Moore Regie führte. Barneys Wohnung, in der Homer in dieser Folge eine Nacht verbringt, als er von Marge aus dem Haus geworfen wird, basiert teilweise auf einem Appartement, das sich Jim Reardon, Rich Moore und weitere Animatoren der Serie auf dem College geteilt haben. Einer der Strip-Clubs, die Homer und Bart besuchen, als sie versuchen Prinzessin Kaschmir zu finden, basiert auf dem Seventh Veil Strip-Club in Los Angeles, Kalifornien. Die Mitwirkenden gingen in Hollywood herum, um Strip-Clubs zu fotografieren, um Inspiration für die Innenausstattung eines solchen Clubs zu finden. Die Charakterdesigner entwarfen über 50 unterschiedliche Showgirl-Kostüme für die Szene, in der Homer in einer solchen Show auftritt.

## Rezeption
Die Erstausstrahlung von Homer’s Night Out beendete die Nielsen Ratings der Woche vom 19. bis zum 25. März 1990 mit einem Rating von 16,9 auf dem 14. Platz. Damit war sie die am zweithöchsten bewertete Sendung auf Fox in dieser Woche.
Die Folge erhielt im Allgemeinen positive Kritiken. In einer DVD-Rezension der ersten Staffel gab David B. Grelck der Folge eine Bewertung von 4 von 5 Punkten und erklärte sie zu einer seiner Lieblingsfolgen der ersten Staffel. Er fügte hinzu: „Diese Folge lässt uns erkennen, dass Homer Marge wirklich sehr liebt, ohne ihr krasse Sentimentalität aufstempeln zu müssen. Sie ist seltsam, doof und Spaß, zwischen Mr. Burns’ Wunsch, dass Homer ihm den Weg zum Herzen einer Frau beibringt und Barts Taten mit der Spionage-Kamera. Erinnert sich noch jemand, als jede Simpsons-Werbung den Text ‚[Mom! Bart macht wieder ein Bild von seinem Hintern!]’ beinhaltete.“ Colin Jacobson schrieb: „Das Konzept von Marges Wut auf Homer wurde alt, aber diese Folge schaffte es, eine einigermaßen unterhaltsame Angelegenheit zu bieten. Es machte Spaß, Homer wie einen Party-Gott behandelt zu sehen, und dies bot ein paar schöne Momente. Das Gesamtniveau der Qualität blieb während der gesamten Folge gut, aber sie stieg zu keinen großen Höhen auf.“ David Packard sagte in einer Rezension zur DVD The Simpsons Gone Wild, auf der sich diese Folge befindet: „Diese Folge zeigt einige der misslichen Animations- und Synchronarbeiten, die in den Folgen der ersten Staffel weit verbreitet sind. Dieser Aspekt ist kein Problem für mich, tatsächlich genieße ich die erste Staffel ziemlich, wie sie die frühen Bemühungen der Serie, ihre Beine beim Übergang ihres Ursprungs auf The Tracey Ullman Show zu bekommen, zeigt. Das Problem, das ich mit dieser Folge habe, ist, dass sie nicht besonders lustig ist. Ich kicherte ein paar Male, aber die Folge hat nicht die ausgelassenen Gags und den durchtriebenen Humor der zwei nachfolgenden Folgen.“